# Guarabira
Guarabira est une ville brésilienne de l'est de l'État de la Paraíba.
Sa population était estimée à 54 200 habitants en 2007. La municipalité s'étend sur 181 km2.